# تمييز
الميز أو التمييز هو التعرف على الصفات والخلافات بين الأشخاص أو الأشياء وجعل الخيارات بين الناس استنادا إلى تلك الصفات الشخصية.
التمييز القائم على أسس أخرى، مثل لون البشرة أو الدين أو الفكر، وعموما عندما يحدث التمييز غير القانوني كثيرا ما توصف بأنها التمييز ضد أي شخص أو مجموعة من الناس.
النظريات الاجتماعية مثل مذهب المساواة الاجتماعية تدعو إلى أن المساواة يجب أن تسود. في بعض المجتمعات، وخصوصاً المجتمعات القديمة، كل فرد له حقوق مدنية وتشمل الحق في عدم التعرض للتمييز الاجتماعي الذي ترعاه الحكومة.
الحرية من التمييز في المجتمعات الإنسانية هو حق أساسي من حقوق الإنسان، وبعبارة أدق، أساس جميع الحريات الأساسية، يؤكد المؤلف هانس هيرمان - هوب، في مقال عن كتابه الديمقراطية : الاله الذي فشل، إن النظام الاجتماعي الطبيعي يتميز بزيادة التمييز.
التمييز غير المشروع مثل معاملة تنطوي على تمييز أحدهم عن قصد عن معاملة شخص آخر بسبب خاصية (كالتمييز بسبب العنصر، أو اللون، أو الدين، أو الجنس، أو الأصل الوطني، أو التوجه الجنسي، أو السن، أو الإعاقة، أو الوضع العسكري)، بالمقارنة مع شخص دون نفس الظروف. مثالا للتباين في المعاملة والتمييز سيكون عدم إعطاء امرأة وظيفة لأنها من الأرجح ان تأخذ إجازة أمومة من متقدم ذكر.

## أشكال التمييز
صنف جون فارلي التمييز إلى ثلاث فئات.

### التمييز الشخصي (الفردي)
التمييز الفردي هو تجاه فرد بعينه، ويشير إلى أي عمل يؤدي إلى عدم المساواة في المعاملة بسبب الفرد الحقيقي أو المتصور عضوية المجموعة.

### التمييز القانوني

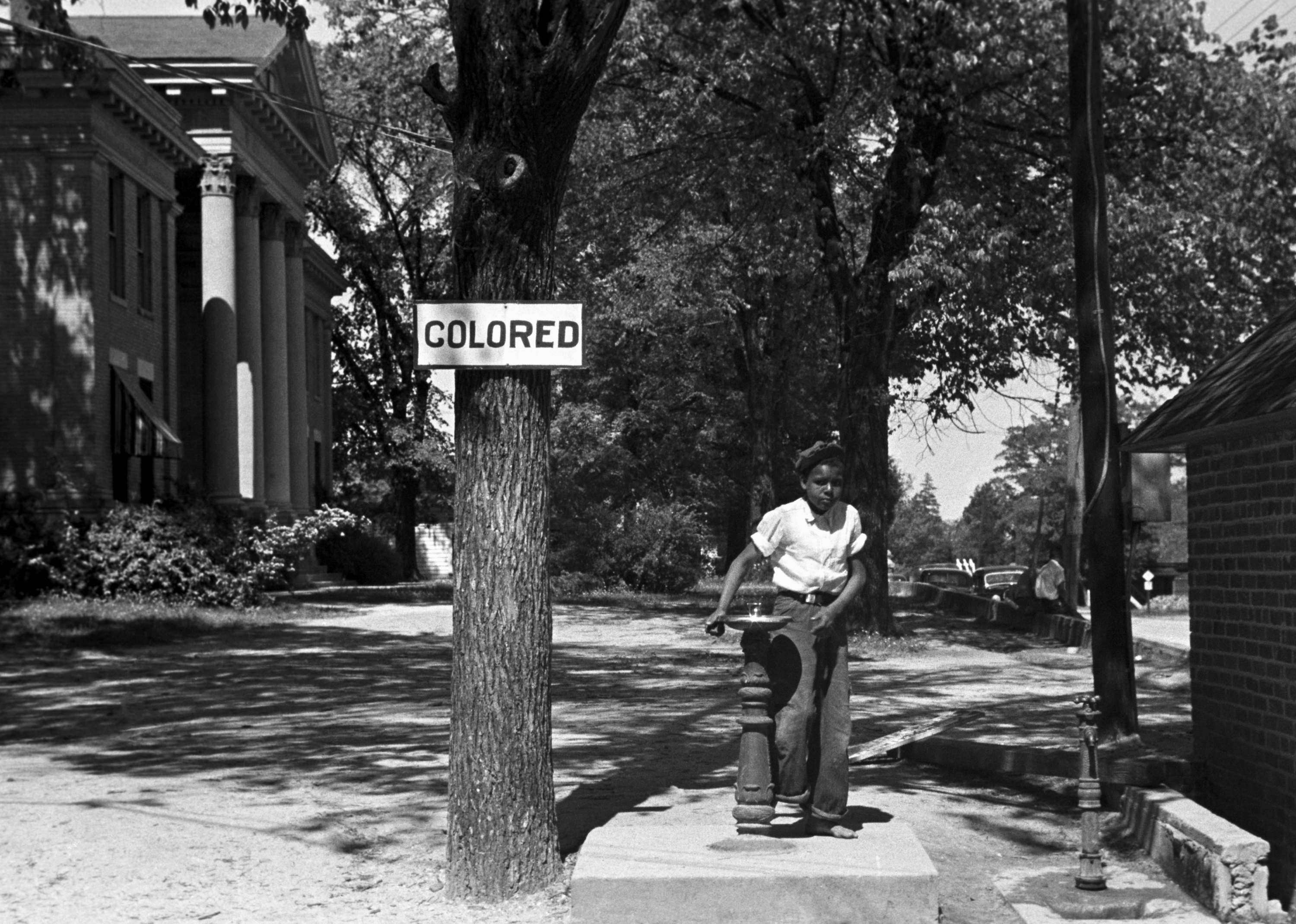
طفل أمريكي أفريقي عند نافورة شرب منفصلة للسود، كارولاينا الشمالية 1938.

التمييز القانوني يشير إلى «عدم المساواة في المعاملة، وعلى بحجه انتماءه إلى جماعة، وهذا هو التمسك بحكم القانون.» الفصل العنصري هو مثال على التمييز القانوني، كما هي أيضا في لقوانين مختلفة في فترة ما بعد الحرب الأهلية في جنوب الولايات المتحدة ان الزنوج المحرومه من الناحية القانونية فيما يتعلق بحقوق الملكية، وحقوق العمالة وممارسة الحقوق الدستورية.

### التمييز المؤسسي
التمييز المؤسسي يشير إلى عدم المساواة في المعاملة المترسخ في المؤسسات الاجتماعية الأساسية، مما أدى إلى افادة في مجموعة واحدة على أخرى. نظام الطبقات الهندي هو المثال التاريخي على التمييز المؤسسي.
مع عدم الاخلال عموما ;هذه الأنواع الثلاثة من التمييز ترتبط ويمكن الاطلاع على درجات متفاوتة في الافراد والمجتمع عموما. كثير من اشكال التمييز القائم على التحيز هي ظاهريا غير مقبولة في معظم المجتمعات.